# Heteronyx proxima
Heteronyx proxima är en skalbaggsart som beskrevs av Hermann Burmeister 1855. Heteronyx proxima ingår i släktet Heteronyx och familjen Melolonthidae. Inga underarter finns listade i Catalogue of Life.